# Richmond upon Thames
Richmond upon Thames of kortweg Richmond (London Borough of Richmond upon Thames) is een Engels district of borough in de regio Groot-Londen, gelegen in het zuidwesten van de metropool. Richmond ligt ten zuiden van de Theems, maar door de bochten in de rivier ligt de stad ten noordoosten van de Richmond Bridge. In de zomer is de plaats populair bij roeiers van de universiteiten en kan men langs de Theems wandelen. Het metrostation van Richmond ligt aan de District Line en aan de North London Line. Ook treinen van Waterloo Station en van National Rail stoppen er.
Het administratief hoofdkwartier van het district Richmond upon Thames ligt overigens niet in de wijk Richmond, maar in Twickenham.
Het district Richmond upon Thames is het enige district van Londen dat zich uitstrekt op de beide oevers van de Theems.

## Wijken in Richmond upon Thames
- Barnes
- East Sheen
- Hampton
- Kew
- Mortlake
- North Sheen
- Petersham
- St. Margarets
- Teddington
- Twickenham

## Inwoners
Door de jaren hebben er veel verschillende beroemde mensen gewoond. In 1855 huurde schrijfster George Eliot een huis in Richmond en in de jaren erna schreef ze er het grootste deel van haar eerste roman, Adam Bede. De schilder William Turner, die de brug en Richmond Hill meer dan eens schilderde, ontwierp en bouwde een huis voor zichzelf, Sandycombe Lodge genaamd, dat nog steeds te zien is aan de andere kant van de rivier, in St. Margarets. Aan het begin van de 20e eeuw woonden Virginia Woolf en haar man Leonard ook in Richmond. Beroemde hedendaagse inwoners van Richmond zijn onder anderen de broers Richard en David Attenborough.

### De Rolling Stones
Tegenover het station bevindt zich een café dat in 1963 de Crawdaddy Club heette. De Rolling Stones traden hier toen regelmatig op. In de jaren negentig kochten Mick Jagger en Jerry Hall een huis in Richmond Hill, en ook Ron Wood heeft on the Hill gewoond. Ook Pete Townshend van The Who woont in Richmond Hill.

## Richmond Palace
In William Shakespeares "Richard III", en in "Henry VI part 3", wordt aan Hendrik VII gerefereerd als 'Richmond', want Hendrik was hertog van Richmond, voor hij koning werd.
Vanaf de twaalfde eeuw tot 1649 was er een paleis in de stad. Hendrik VII hield van Richmond Castle in Yorkshire. Toen een brand zijn huis in Sheen in Londen verwoestte, liet hij op deze locatie een paleis bouwen dat hij in 1501 Richmond noemde. De benaming Sheen wordt nu wel gebruikt voor het oostelijke gedeelte van Richmond. Veel mensen nemen aan dat het liedje Lass of Richmond Hill hiervandaan komt, maar dit verwijst nog naar Richmond in Yorkshire.
In 1502 vond in Richmond Palace een verloving plaats. Prinses Margaret, Hendriks oudste dochter, verloofde zich met koning Jacobus IV van Schotland uit het Huis Stuart. In 1509 overleed Hendrik VII te Richmond. In hetzelfde jaar nam zijn opvolger, Hendrik VIII, zijn intrek in het huis, en vierde er de eerste van vele kerstmissen die er door de eeuwen heen gevierd zouden worden. Hendriks derde vrouw Jane Seymour overleed te Richmond. In 1540 gaf Hendrik het paleis aan zijn vierde vrouw, Anna van Kleef. In 1554 trouwde Maria I van Engeland met Filips II van Spanje, en zij vierden hun huwelijksreis in Richmond. Elizabeth I van Engeland overleed er op 24 maart 1603.
Ook Karel I bracht vervolgens veel tijd door in Richmond, maar het kasteel werd maanden na zijn executie in 1649 verkocht voor 13.000 pond. In de tien jaar erop werd het kasteel vrijwel afgebroken, en de stenen werden gebruikt voor andere gebouwen. Het enige deel dat nog bestaat is de lodge van het gebouw dat Hendrik VII bouwde. Verder zijn de funderingen van een aantal bijgebouwen te gezien.
In de beschrijvingen die van het oude paleis zijn overgeleverd is sprake van prachtige aankleding en meubilair, met schitterende wandtapijten die het verhaal vertelden van de koningen en helden die in Frankrijk het vaderland hadden gediend.
Op de landerijen van Richmond Palace staan nu grote huizen, maar een oude poort herinnert nog aan de oude sfeer. Een van de huizen behoort toe aan de Baron van Dedem.

## Richmond Bridge
De Richmond Bridge is de oudste brug over de Theems in Londen, daterend uit 1777. Ten zuiden van de brug ligt een buste van Bernardo O'Higgins, de eerste president van Chili.

## Omgeving
Ten oosten en zuiden van de stad ligt Richmond Park, een groot heidegebied met bossen dat door Karel I werd omheind om te dienen als jachtgebied. Ten noorden van de stad liggen de groene gras- en speelvelden van het Old Deer Park die doorlopen tot de Theems, en daarnaast liggen de Royal Botanic Gardens in Kew. Ten westen liggen de Terrace Gardens. Deze tuinen zijn in de jaren tachtig van de 19e eeuw aangelegd en zijn 40 jaar later naar de Theems uitgebreid. Het brede kiezelpad over de top is van voor de uitbreiding, en het uitzicht richting Windsor is beroemd. Een mooie beschrijving van het uitzicht staat in Sir Walter Scotts boek The Heart of Midlothian (1818):
"A huge sea of verdure with crossing and interesting promontories of massive and tufted groves, … tenanted by numberless flocks and herds, which seem to wander unrestrained, and unbounded, through rich pastures. The Thames, here turreted with villas and there garlanded with forests, moved on slowly and placidly, like the mighty monarch of the scene, to whom all its other beauties were accessories, and bore on his bosom a hundred barks and skiffs, whose white sails and gaily fluttering pennons gave life to the whole."

## Bekende inwoners van Richmond

### Geboren
- John Turner (1929-2020), Canadees politicus en premier
- Clive Sinclair (1940-2021), uitvinder en ondernemer
- David Griffin (1943), acteur